# Wyspa Teatralna w Gubinie

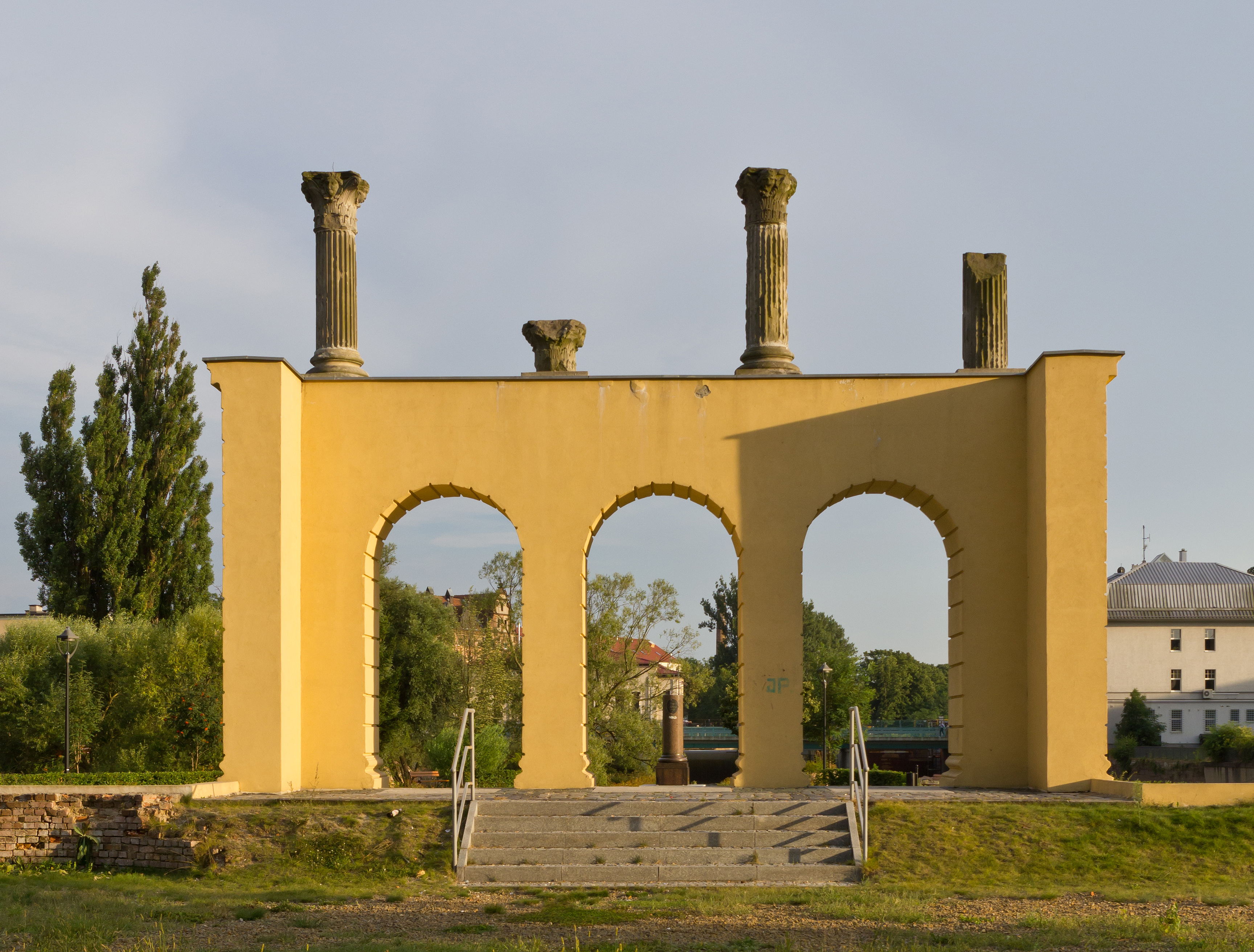
Pozostałości teatru na wyspie.

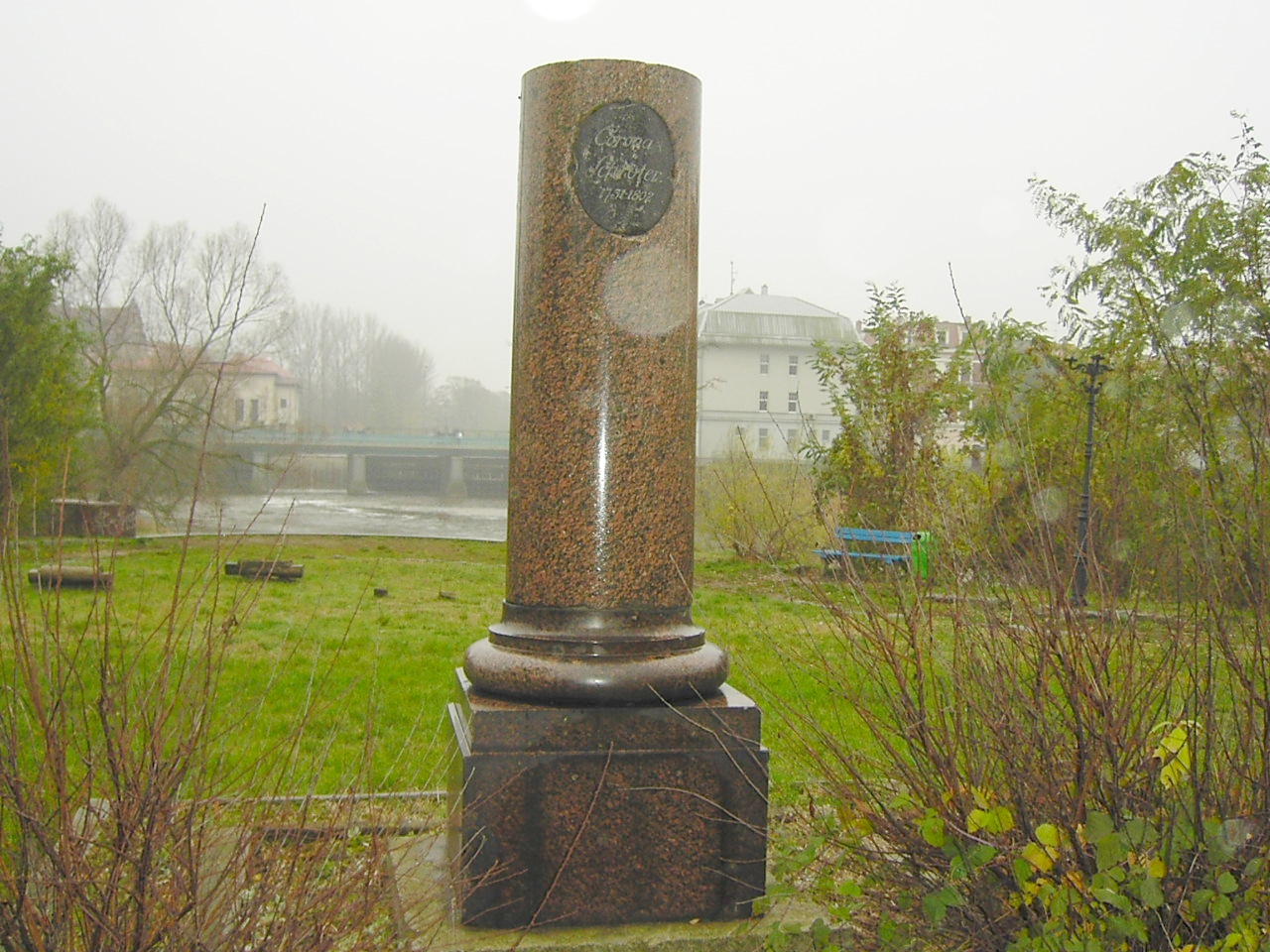
Pomnik na wyspie.

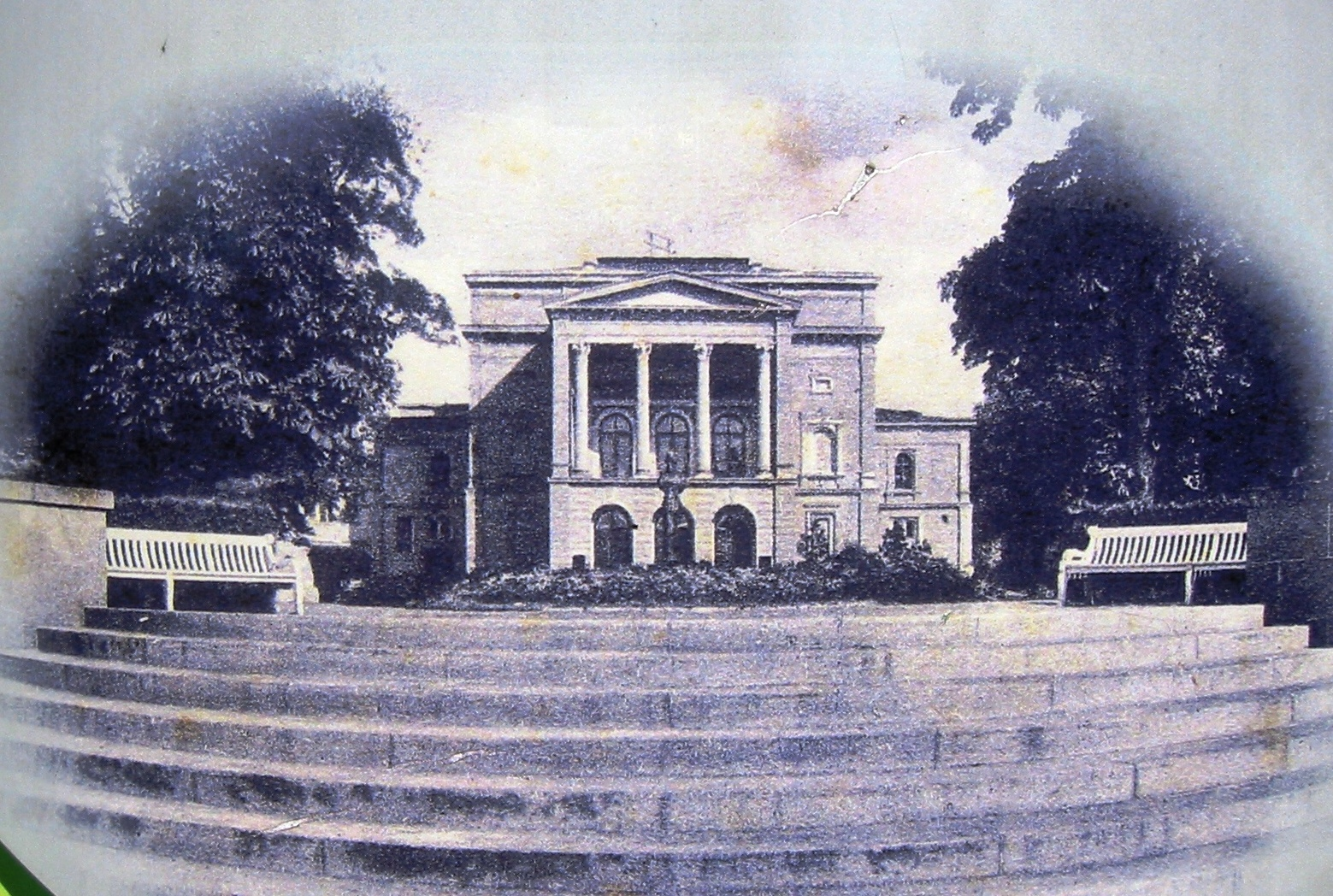
Teatr z 1874 r.

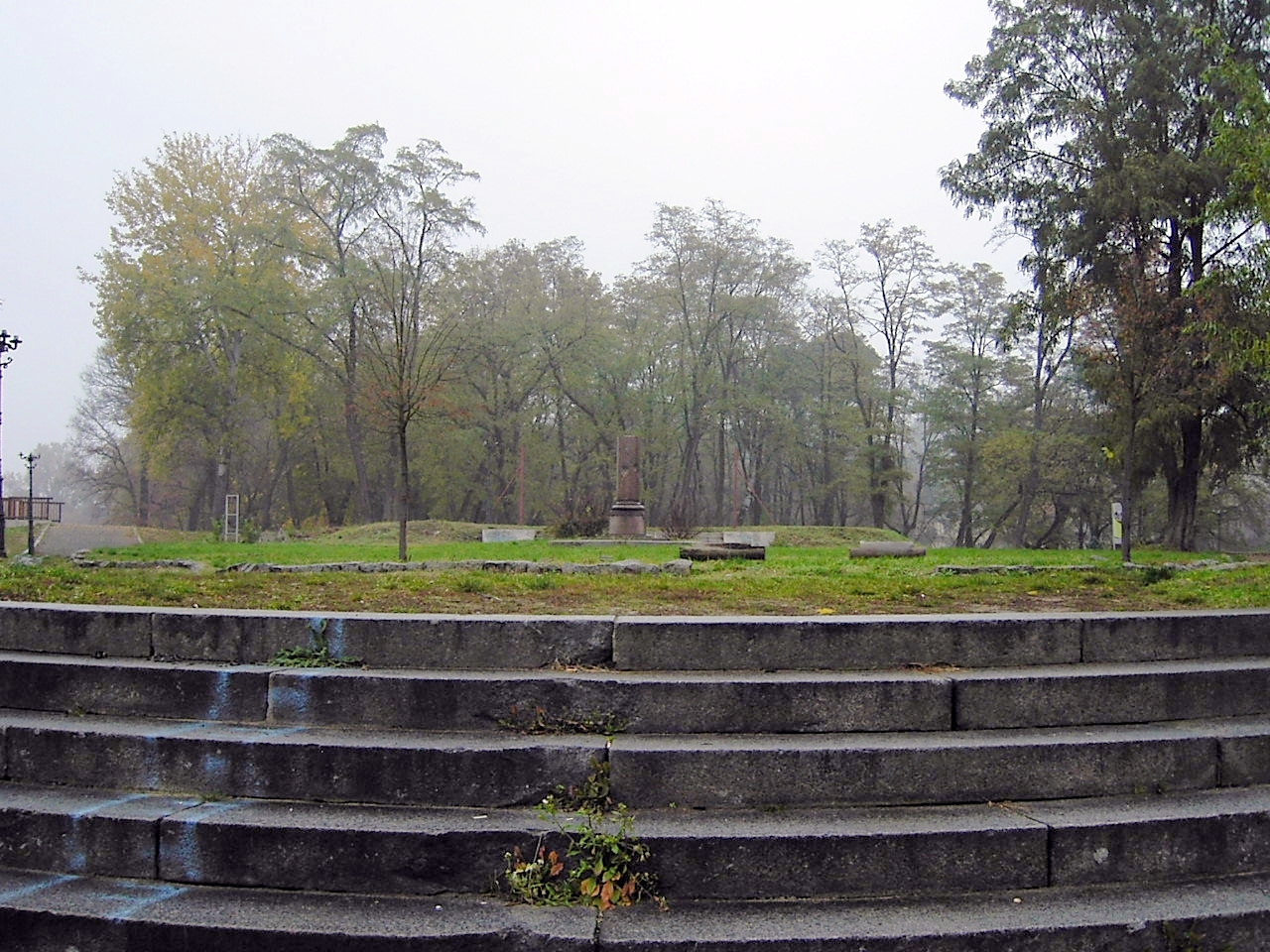
Wyspa teatralna - 2009

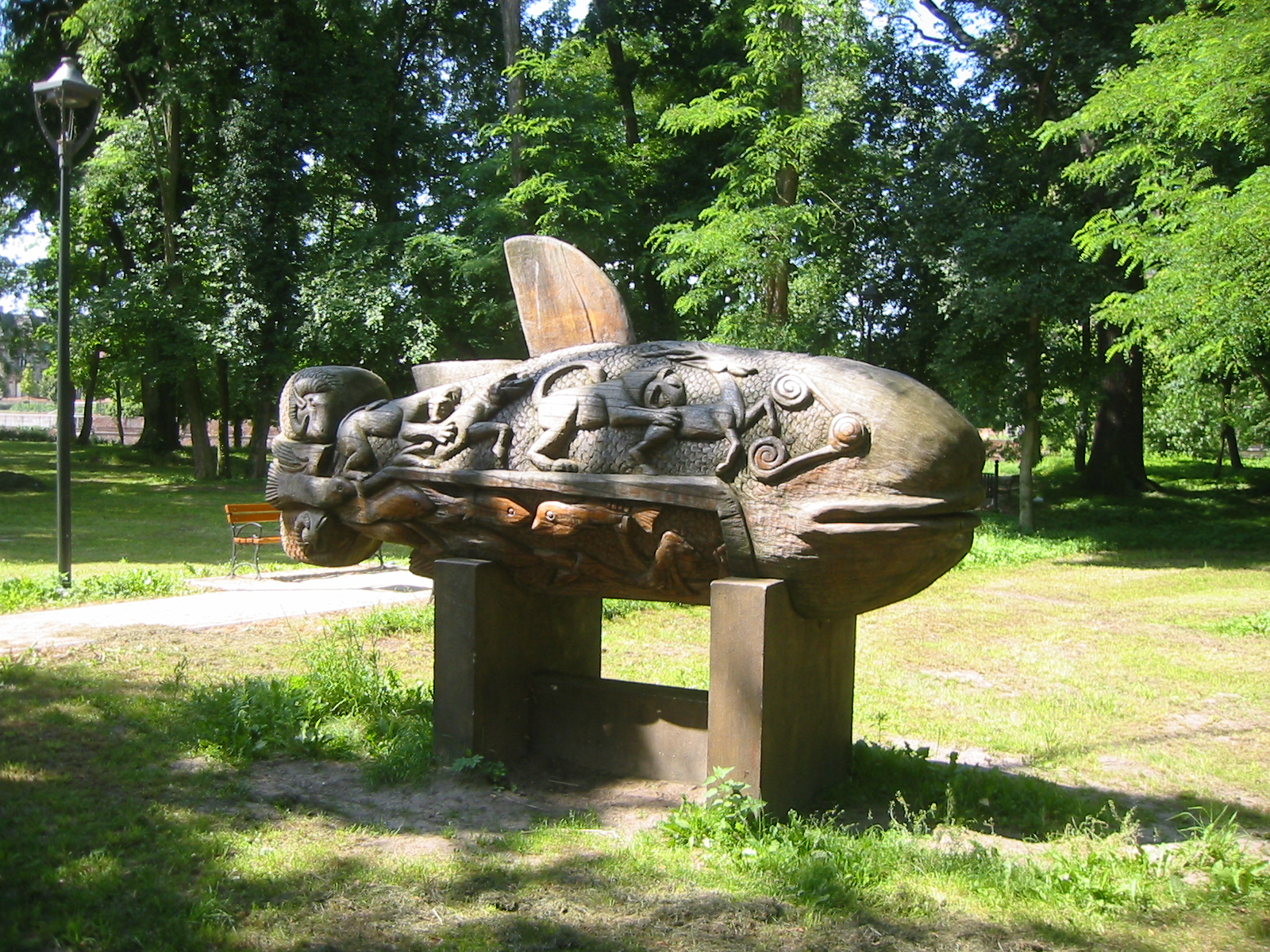
Rzeźba "Skarb ze złota" Juliana Zaplatyńskiego.

Wyspa Teatralna – wyspa rzeczna w Gubinie o powierzchni 1,37 ha (370 m długości i 37 m szerokości), zlokalizowana przy ujściu Lubszy do Nysy Łużyckiej.
Wody Lubszy przy ujściu do Nysy Łużyckiej wytracały swój pęd osadzając na dnie duże ilości piasku i tworząc wyspę rzeczną (żuławę, kępę, ostrów). Od 1446 wyspa nosiła nazwę Ostrów Miejski lub Ostrów Mieszczański, a od 1671 – Blich Strzelecki lub Wyspa Strzelecka.

## Strzelnice na wyspie
Od wieku XVI na wyspie odbywały ćwiczenia i uroczystości miejscowego Bractwa Strzeleckiego. W tym okresie na wyspie była jedynie mała strzelnica. Ze względu na zły  stan techniczny rozebrano ją w 1666. W 1793 powstała nowa strzelnica, która to dotrwała do 1873. Na jej miejscu zbudowano kolejny obiekt strzelecki. Bractwo Strzeleckie również dbało o wygląd wyspy. W połowie XIX wieku, za sprawą starosty kurkowego i mistrza piekarskiego Augusta Heinze, który zebrał datki pieniężne, park na wyspie stał się chlubą miasta. W czerwcu 1844 spacerował po nim  król pruski Fryderyk Wilhelm IV.

## Teatr na wyspie
W 1872 powstała komisja obywatelska, której celem była budowa dużego kompleksu kulturalno-rozrywkowego. 20 lutego 1873 bractwo strzeleckie sprzedało wyspę oraz strzelnicę nowo powstałej spółce akcyjnej. 
Częścią inwestycji był budynek teatru. Zaprojektował go berliński architekt Oskar Tietz. Otwarto go 1 października 1874 spektaklem "Faust" J.W. Goethego. Teatr mógł pomieścić 750 widzów.
Pod koniec XIX wieku władze miejskie przejęły nową strzelnicę i przynależny do niej park oraz związane z tym wszelkie obciążenia finansowe.
W 1903 w holu teatru umieszczono tablicę pamiątkową z napisem: "Ku pamięci twórcy tego przybytku sztuki, burmistrza Fritsche". 20 maja 1905 odsłonięto pomnik Corony Schröter, urodzonej w Guben aktorki i śpiewaczki. Pomnik stanowiło popiersie z brązu umieszczone na kolumnie z czerwonego szwedzkiego granitu i stopniowany cokół z niebieskiego granitu.
Artystą wielokrotnie występującym w teatrze był skrzypek Erich Röhn, który - zanim awansował na pierwszego koncertmistrza Berlińskiej Orkiestry Filharmonicznej - grał w gubeńskiej kapeli Kutschan.
W lutym 1945, w czasie walk o miasto, teatr nie został uszkodzony, lecz niewiele później spłonął w niewyjaśnionych okolicznościach.

## Inne obiekty
Do odpoczynku i spędzania czasu wolnego służyły mieszkańcom miasta również restauracja "Parkowa" z zacienionym ogrodem oraz piwniczna restauracja "Tunel". Na wyspie znajdowały się także pawilon do tańca, fontanna i pawilon muzyczny.